# Myer Prinstein
Myer (o Meyer) Prinstein (nacido Mejer Prinsztejn) (22 de diciembre de 1878-10 de marzo de 1925) fue un atleta polaco-estadounidense de pista y campo que ostentaba el récord mundial de salto de longitud en 1900 y ganó cuatro medallas de oro en tres Juegos Olímpicos en salto de longitud y triple salto. Hasta la fecha, es el único atleta olímpico de pista que ha ganado tanto el triple salto como el salto de longitud en los mismos Juegos Olímpicos de San Luis en 1904.

## Biografía
Prinstein nació en Szczuczyn, en la Polonia del Congreso gobernada por Rusia. Sus padres eran judíos, Jacob y Julia Prinstein (nacidos Jankiel Prinsztejn y Judes Rubinsztejn), emigraron a Nueva York. En 1883, cuando Myer tenía cinco años, la familia se trasladó a Siracusa y residió en el 724 de Orange Street, actualmente McBride St., en el barrio predominantemente judío del 7th Ward, en el lado este del centro de la ciudad. Myer empezó a competir en atletismo mientras estudiaba en el instituto público de Siracusa, que más tarde se convertiría en Central Technical High School, y fue miembro del equipo local de la YMCA. La familia tenía cinco hijas y cuatro hijos; su padre Jacob era tendero y panadero. Myer era el tercero de nueve hijos.
Matriculado en 1897, Prinstein fue capitán del equipo de atletismo de la Universidad de Syracuse y se graduó en Derecho en 1902. Tras graduarse en la universidad, se trasladó a Jamaica, Queens, Nueva York, para ejercer la abogacía, donde fue miembro y competidor del prestigioso Irish American Athletic Club.
En 1908 se casó con Henrietta Northshield, que había sido maestra de escuela en Nueva York, y tuvieron un hijo, Elsner, conocido como Eddie, nacido en junio de 1916.

## Récord del mundo
En lo que probablemente fue su logro atlético más importante fuera de los Juegos Olímpicos, mientras competía para Syracuse, Prinstein estableció un salto de longitud en carrera récord del mundo de 7,235 m (23 pies 8 7⁄8 pulgadas), aumentando el récord anterior en varios pies, en Nueva York el 11 de junio de 1898. Sin embargo, el récord fue pronto batido, primero por William Newburn de Irlanda el 18 de junio de 1898, y luego por su futuro rival Alvin Kraenzlein el 26 de mayo de 1899.
El 28 de abril de 1900, Prinstein estableció un nuevo récord mundial de 7,50 m (24 ft 7 1⁄4 in) en Filadelfia, corriendo en los concurridos Penn Relays de Filadelfia. Cuatro meses más tarde, el 29 de agosto de 1900, este récord también fue batido por Peter O'Connor de Irlanda.
Atleta versátil de pista y campo, además de especializarse en salto de longitud y triple salto, corrió carreras de velocidad y relevos, salto con pértiga, salto con vallas y salto alto durante la competición universitaria en Syracuse. Incluso jugó en uno de los primeros equipos de baloncesto de la escuela.  Era delgado, pero no excesivamente alto, y aunque las estimaciones de altura de diversas fuentes varían, las publicaciones de la Universidad de Syracuse sitúan su altura en 171 cm.

## Juegos Olímpicos

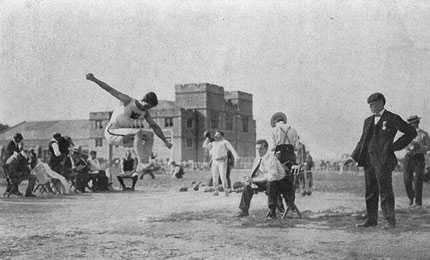
Myer Prinstein durante el evento de salto de longitud en los Juegos Olímpicos de verano de 1904.

Prinstein ganó la medalla de plata en salto de longitud en los Juegos Olímpicos de 1900 en París, Francia, perdiendo ante Alvin Kraenzlein después de que los funcionarios de Siracusa le denegaran el permiso para competir en la final porque se disputaba en domingo – a pesar de que Prinstein era judío, y Kraenzlein, que era cristiano, sí compitió. Los dos habían llegado a un acuerdo informal para no competir en domingo: cuando Prinstein se enteró de que Kraenzlein había competido, se enfadó y, según el relato, le dio un puñetazo en la cara o se lo impidieron. La deportividad era importante para Prinstein y, a pesar de su rivalidad, él y Kraenzlein, cuatro veces medalla de oro en 1904, se hicieron buenos amigos y siguieron siéndolo durante toda la vida de Prinstein. Al día siguiente, Prinstein ganó la medalla de oro en el hop, step and jump (triple salto), batiendo al campeón de los Juegos Olímpicos de 1896 James Connolly con un salto de 14,47 metros que estableció simultáneamente el récord olímpico.
Compitiendo como miembro del Irish American Athletic Club en los Juegos Olímpicos de San Luis en 1904, ganó tanto el salto de longitud (estableciendo un récord olímpico) como el salto, paso y salto en el mismo día, siendo el único atleta en ganar ambas pruebas en los mismos juegos. También quedó quinto en las carreras de 60 m y 400 m.

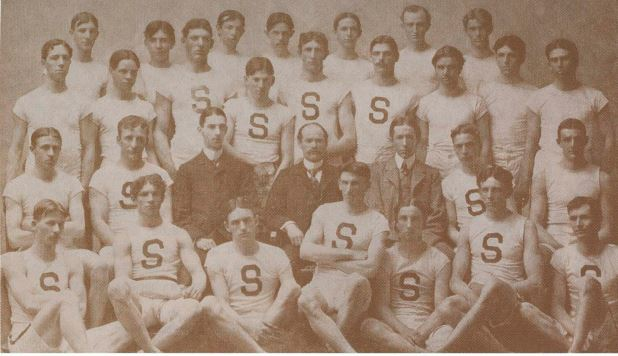
Prinstein (primera fila, segundo por la izquierda), con el equipo de atletismo de Siracusa de 1899

En los Juegos Olímpicos de Atenas 1906 volvió a ganar la competición de salto de longitud, batiendo al plusmarquista mundial, Peter O'Connor. El único juez de la competición fue Matthew Halpin, que era el entrenador del equipo estadounidense. O'Connor protestó, pero fue desestimado. Continuó protestando contra las decisiones de Halpin durante el resto de la competición. Las distancias no se anunciaron hasta el final de la competición. Cuando se anunciaron, Prinstein había ganado con su primer salto. Malcolm Ford, un periodista deportivo que había sido saltador de longitud, escribió en el New York Mail and Express: «La gran característica de su salto (el de Prinstein) es la elevación que consigue después de dejar el despegue... Tiene un estilo inusualmente bonito y da la impresión de que siempre sabe lo que está haciendo.»

## Final de su carrera deportiva
Prinstein no volvió a competir tras los Juegos Intercalados de 1906. Comenzó a ejercer la abogacía en Siracusa, y después de graduarse alrededor de 1902 practicó predominantemente la ley de bienes raíces en la ciudad de Nueva York, mientras vivía en Jamaica, Queens. En 1904 tenía un negocio de papelería, una empresa inmobiliaria y un negocio de venta de formularios legales a abogados, además de su bufete de abogados. A mediados de octubre de 1910, fue denunciado por conducta poco profesional ante la sala de Apelaciones del Tribunal Supremo. Un antiguo juez del Tribunal Supremo, Gildersleeve, recomendó que Prinstein fuera suspendido del ejercicio profesional durante un año. El 10 de febrero de 1911, Prinstein fue inhabilitado oficialmente durante un periodo por la división de Apelaciones del Tribunal Supremo como consecuencia de un fraude relacionado con un pago de 200 dólares que le hizo un cliente para cerrar una transacción inmobiliaria. Prinstein proporcionó un extracto bancario que verificaba que había depositado los 200 dólares el 19 de septiembre de 1907, pero más tarde se descubrió que Prinstein había gastado el dinero.  El exjuez Gildersleeve recomendó una suspensión de seis meses. Varias fuentes afirman que era un abogado en regla antes del incidente. Una vez finalizada su inhabilitación temporal en el verano de 1911, Prinstein pudo haber seguido ejerciendo la abogacía o, como afirma un sitio web de la Universidad de Syracuse, se centró más en sus negocios.
Murió el 10 de marzo de 1925, a la edad de 46 años, de una dolencia cardíaca en el Hospital Monte Sinai, Nueva York, después de haber estado hospitalizado durante tres meses.  Le sobrevivieron su viuda, Henrietta, y un hijo pequeño, Elsner o Eddie, que tenía nueve años. Henrietta fue secretaria de la Hermandad del Templo Israel en 1920.

## Premios y reconocimientos
En 1982 fue incluido en el International Hall of Fame de deportistas judíos. En 2000, fue incluido como miembro en el National Track and Field Hall of Fame, en la ciudad de Nueva York, y en 2008 fue incluido en el Greater Syracuse Sports Hall of Fame. En abril de 2001, fue consagrado en el Penn Relays Wall of Fame en Filadelfia, donde el 28 de abril de 1900, había establecido un récord mundial en el salto de longitud de 24' 7 1/4» (7. 5 metros).